# Cuore Amico
Cuore Amico – nagroda przyznawana od 1991 wyróżniającym się misjonarzom katolickim przez stowarzyszenie "Cuore Amico Fraternità Onlus" z Brescii założone w 1980 przez księdza Mario Pasiniego. Potocznie nazywana jest Misyjnym Noblem.

## Cel
Nagrodę wręcza się co roku trójce misjonarzy: księdzu, siostrze zakonnej i osobie świeckiej. Jej celem jest promowanie ludzi, którzy oddali swe życie w służbie ubogim.

## Nagrodzeni
Nagrodzeni kolejno: zakonnik, siostra i osoba świecka:

### 1991
- Aristides Pirovano - kapelan trędowatych w Amazonii,
- Lucia Careddu - nauczycielka w Ugandzie,
- Silvio Prandoni - lekarz, wolontariusz w Kenii,

### 1992
- Ugo De Censi - ksiądz działający w Peru,
- Albertina Lombardi, Ernesta Lombardi, Elisa Lombardi - misjonarki w Indiach,
- Peput (Giuseppe) Burgnich - nauczyciel techniczny z Wybrzeża Kości Słoniowej,

### 1993
- Silvio Turazzi - misjonarz wśród niepełnosprawnych z Konga,
- Maria Giovanna Bracco	- pielęgniarka i nauczycielka w brazylijskich fawelach,
- Piero Corti i Lucille Teasdale Corti - małżeństwo chirurgów z Kanady, założyciele szpitala w Gulu,

### 1994
- Gaetano Nicosia - misjonarz trędowatych w Chinach,
- Saveria Menni	- misjonarka w Argentynie,
- Marilena Pesaresi - misjonarka w Zimbabwe,

### 1995
- Mario Riva i Cesare Mazzolari	- misjonarze z Sudanu Południowego,
- Anna Maria Arcaro - dyrektorka szpitala w Kikwicie,
- Agostino Bossetti - misjonarz w Kongu,

### 1996
- Paolino Baldassarri - obrońca Indian w Amazonii,
- Renata Dander i Agostina Dander - działaczki z Vanuatu,
- Giuseppe Argese - misjonarka w Kenii, organizatorka dostępu do wody,

### 1997
- Luigi Rebuffini - nauczyciel w Brazylii,
- Giuseppina Martinelli	- pielęgniarka w Kongu,
- Arturo i Nunzia Trami - katecheci w Boliwii,

### 1998
- Jan Paweł II

### 1999
- Giorgio Biguzzi - misjonarz, biskup Makeni (Sierra Leone),
- Giuseppina Tulino - misjonarka z Erytrei,
- Chiara Lubich - założycielka i prezes ruchu Focolari,

### 2000
- Pedro Opeka - misjonarz z Madagaskaru,
- Silvia Vecellio - zakonnica ze szpitala Sao Juliao w Brazylii,
- Chiara Castellani - lekarka ze szpitala w Kimabu (Kongo),

### 2001
- Aldo Marchesini - chirurg ze szpitala w Quelimane (Mozambik),
- Gina Gamba - misjonarka i pielęgniarka w Togo,
- Claudio Vezzaro - osoba pracująca z niepełnosprawnymi w Tajlandii,

### 2002
- Giuseppe De Cillia - misjonarz w Burundi,
- Lucia Sabbadin - lekarka z Bukavu,
- Giorgio Predieri - pracownik szpitala na Madagaskarze,

### 2003
- Lorenzo Franzoni - misjonarz w Brazylii (São Bento do Sul),
- Fosca Berardi	- misjonarka afrykańska,
- Ivana Cossar - nauczycielka walcząca z analfabetyzmem w Burkina Faso,

### 2004
- Francesco Cavazzuti - ksiądz z Brazylii,
- Umbertina Carrogu - misjonarka w Boliwii i Indiach,
- Andrea Riccardi - inicjatorka społeczności Sant'Egidio,
- Fiorenzo Priuli - chirig z Beninu i Togo,
- Palmiro Donini - misjonarz w Ugandzie,

### 2005
- Umberto Pietrogrande - jezuita,
- Maria Rosaria Gargiulo - siostra zajmująca się osieroconymi dziećmi w Tanzanii,
- Gahimbare Maria Goretti - ofiara rzezi w Rwandzie, organizator ośrodka samopomocy dla uchodźców,

### 2006
- Giovanni Querzani - misjonarz w Kongo,
- Domitilla Nosella - misjonarka w Wybrzeżu Kości Słoniowej,
- Gianfranco Morino - lekarz z Kenii,

### 2007
- Danilo Fenaroli - misjonarz w Kamerunie,
- Gianpaola Gorno i Giuliana Gorno - misjonarki w Argentynie,
- Erica Tellaroli - misjonarka w Peru,

### 2008
- Bruno Ghiotto	- misjonarz w Burundi,
- Lucia Armanni	- misjonarka w Kenii,
- Paolo Marelli i Elisa Facelli - lekarze, wolontariusze w Zambii,

### 2009
- Giuseppe Zanardini - misjonarz w Paragwaju,
- Vittoria Cenedese - misjonarka w Burundi,
- Francesca Lipeti - lekarz z Kenii,

### 2010
- Zgromadzenie Ojców Somaschi - zgromadzenie misyjne działające na kilku kontynentach,
- Eleonora Liberini - misjonarka w Zambii,
- Luisa Flisi - misjonarka w Kongu,

### 2011
- Alberto Modonesi i Renato Modonesi - misjonarze, odpowiednio w: Egipcie i Kongu,
- Maria Lucia Bianchi - misjonarka w Burundi,
- Ernestina Cornacchia - wolontariuszka w Brazylii,
- Maria Grazia Buggiani	- chirurg, wolontariuszka w Zimbabwe,

### 2012
- Aldino Amato - misjonarz w Pakistanie,
- Maria Giovanna Alberoni - chirurg w Indiach,
- Lucia Robba i Mariuccia Gorla	- misjonarki z Kongo,

### 2013
- Giorgio Nonni	- ksiądz z Peru,
- Paola Battagliola - misjonarka w Timorze Wschodnim,
- Piera Tortore	- lekarka z Kongo,

### 2014
- Paolo Dall'Oglio - misjonarz w Syrii,
- Bruna Chiarini - misjonarka w Burundi,
- Giuseppe Tonello - dyrektor generalny "Fondo Ecuadoriano Populorum Progressio" w Ekwadorze,

### 2015
- Domenico Bugatti - misjonarz w Kongu,
- Anna Tommasi - misjonarka w Malawi,
- Peppo i Adriana Piovanelli - misjonarze w Ekwadorze,

### 2016
- Misjonarki Miłości - zgromadzenie założone przez Matkę Teresę z Kalkuty,
- Kustodia Ziemi Świętej - jednostka administracyjna, prowincja Zakonu Braci Mniejszych,
- Enrico Rigosa	- misjonarka w Peru[3].